# Diest
Diest és un municipi belga a la província de Brabant Flamenc a la regió de Flandes. Està compost per les seccions de Diest, Deurne, Schaffen, Webbekom, Kaggevinne i Molenstede. Limita al nord-oest amb Zichem, al nord amb Engsbergen, al nord-est amb Beringen (Limb), a l'oest amb Scherpenheuvel, a l'est amb Zelem, al sud-oest amb Bekkevoort, al sud amb Loksbergen i al sud-est amb Halen.
Durant segles, el riu Dèmer va ser l'artera comercial de la ciutat. El 1960 va quedar no navegable i s'havia convertit en una claveguera a cel obert que inundava la ciutat sempre quan plovia. Es va desviar fora de la ciutat i l'antiga llera es va terraplenar amb sorra, runa i residus domèstics. On corria l'aigua, es van fer carrers i aparcaments. El 2006 es va decidir de reobrir el curs històric del riu. L'obra va començar el 2012 i es va acabar el 2016. Durant les obres es van descobrir moltes artefactes arqueològics interessants, com ara una resclosa, proteccions de riba fetes de pedra i fusta i una antiga escala de cavalls. Aquestes restes històriques es van integrar al «nou Dèmer».

## Burgmestres
- Rochus-Felix Tielens (1812-1817)
- Henri van den Hove (1817-1830)
- Jan Schenaerts (1830-1836)
- Jean Cantillion (1836-1843)
- Louis Smackers (catòlic) (1843-1849)
- Jean-Henri Peeters-Lowet (liberal) (1849-1867)
- Michel Theys (liberaal) (1867-1904)
- Edward Robeyns (katholiek) (1904-1921)
- Omer Vanaudenhove (PVV) (1946-1955)
- Fernand Hermans (CVP)
- Gerard Hanssen (PVV)
- Omer Vanaudenhove (PVV) (1974-1976)
- Jean Van de Kerckhof (PVV) (1978-1988)
- Hugo Marsoul (CVP) (1989-2000)
- Tony Smets (VLD) (2001-2006)
- Jan Laurys (DDS) (2007-)

## Persones
- Marieke Vervoort (1979-2019) atleta paralímpica
- Jan Berchmans (1599-1621) sant jesuïta